# حي سحيل شبام (حضرموت)
حي سحيل شبام هو أحد أحياء مديرية شبام في محافظة حضرموت اليمنية. يبلغ تعداد سكانه 4735 نسمة حسب التعداد السكاني في اليمن لعام 2004.